# Jindřich Dolanský
Jindra Dolanský (* 1964) je český saxofonista, zpěvák a spoluzakladatel české avantgardní punk-rockové skupiny Už jsme doma.
Na začátku 80. let se Dolanský stal součástí hudební scény v Teplicích. V mládí se učil hře na klarinet. Hrál v několika teplických kapelách, které měly ovšem jepičí život. Nejvýznamnější z nich byla bezprostřední předchůdkyně UJD – skupina ASP (Asekurační spolek prasat). Když v roce 1985 vytvořil se šesti přáteli kapelu Už jsme doma, byl jejím jediným členem s hudebním vzděláním. Kapela měnila členy, z FPB přešli k Už jsme doma Romek Hanzlík a Miroslav Wanek, který se vzápětí stal frontmanem kapely. Na konci roku 1988 byl Dolanský jediným původním členem kapely v sestavě (i když Milan Nový se pak v kapele ještě dvakrát objevil). V roce 2001 se rozhodl opustit vyčerpávající životní styl a soustředit se na svou rodinu. Od té doby vystupoval s kapelou při zvláštních příležitostech, památný je koncert u příležitosti 20. výročí, který byl natočen na CD. LP (Sestřih Bratřih) i DVD (20 letů). V Praze si otevřel restauraci, kterou ovšem záhy zavřel, a dnes[kdy?] pracuje v hotelu jako správce. Je ženatý a má dceru Alici.
Dolanský se účastnil i nahrávání alba Fancy v Oaklandu v Kalifornii, experimentální americké kapely Idiot Flesh. Hrál na saxofon v reklamní písni na náboženský pokrm „Cheezus“.
Začátkem 90. let spolupracoval s kapelou „Vesele plavkyně z Miami Beach“, založené bývalým baskytaristou UJD Pavlem Keřkou a Dolanského mladším bratrem Ivo Dolanským (oba bývalí členové FPB).